# Hannah Glasse
Hannah Glasse lub Hannah Allgood (ur. marzec 1708 w Londynie, zm. 1 września 1770 tamże) – angielska pisarka, autorka książek kucharskich.

## Życiorys
Swoje dzieciństwo spędziła w Londynie, w wieku 16 lat sprzedawała popularny w XVIII-wiecznej Wielkiej Brytanii eliksir Daffy’ego, który miał mieć działanie panaceum. Po śmierci męża Glasse wraz ze swoją córką założyła sklep z odzieżą. Opublikowała książki kucharskie pt. The Art of Cookery made Plain and Easy (1747), The Servants' Directory (1760) i The Compleat Confectioner (prawdopodobnie 1770). Największą popularnością cieszyła się publikacja z 1747 roku, która uchodziła za najpopularniejszą XVIII-wieczną książkę kucharską; zawierała ona 972 różne przepisy kulinarne. Autorstwo Glasse było jednak kwestionowane m.in. przez szkockiego pamiętnikarza Jamesa Boswella.
Miała problemy finansowe, w związku z którymi w 1747 roku sprzedała prawa autorskie do książki The Art of Cookery made Plain and Easy. Trzy lata później została skazana na karę pozbawienia wolności za długi.

## Upamiętnienie
W 2018 roku przeglądarka internetowa Google upamiętniła w ramach Google Doodle 310. rocznicę urodzin Hannah Glasse.

## Życie prywatne
Była nieślubną córką Hannah Reynolds i Isaaca Allgooda. Jej mężem był Peter Glasse, który zmarł w 1747 roku; małżeństwo miało córkę Margaret.